# Mariannita Luzzati
Mariannita Luzzati (27 de dezembro de 1963) é uma artista visual brasileira nascida em São Paulo (SP), de pais italianos, reconhecida por seu extenso estudo de paisagens.

## Biografia
Pintora, gravadora, desenhista e vídeo-artista, Mariannita Luzzati estudou no Istituto per L'Arte e il Restauro (Palazzo Spinelli) em Florença, na Itália e posteriormente no Brasil com os artistas Carlos Fajardo, Carmela Gross e Evandro Carlos Jardim em São Paulo, realizando suas primeiras exposições institucionais no fim da década de 1980 e participando dos Salões de Arte Contemporânea de São Paulo, Rio de Janeiro e Curitiba.[carece de fontes?]
Em 1991, recebeu o Prêmio Brasília de Artes Plásticas do XII Salão Nacional de Artes Plásticas e foi premiada na International Print Exhibition do Machida City Museum of Graphic Arts em Tóquio. A partir de então, seu trabalho começou a adquirir repercussão passando a integrar exposições e coleções institucionais de arte contemporânea no Brasil e no exterior, dentre as quais: Pinacoteca do Estado de São Paulo - Estação Pinacoteca; MAM - Museu de Arte Moderna de São Paulo; Museu Nacional do Rio de Janeiro; Haus der Kulturen der Welt, em Berlim; Museum of London; British Museum de Londres e representou o Brasil na 22a Bienal Internacional de São Paulo.
Foi uma das artistas escolhidas para a exposição Mulheres Artistas e Brasileiras realizada em homenagem a Presidente Dilma Rousseff em 2011 no Palácio do Planalto em Brasília por ocasião da visita do Presidente dos Estados Unidos, Barack Obama, ao Brasil.
Em 2011, Mariannita Luzzati idealizou e desenvolveu o projeto Cinemúsica, em parceria com seu marido, o pianista Marcelo Bratke, cuja proposta foi levar à penitenciárias brasileiras uma performance multimídia através da qual imagens em movimento sobre a natureza entram em diálogo com a obra de Heitor Villa-Lobos inspirada pela natureza. O projeto Cinemúsica foi apresentado em 10 penitenciárias do Estado de São Paulo, quando um documentário sobre o projeto foi produzido com a autoria de Luzzati. Desde então, Cinemúsica passou a ser realizado também em instituições culturais no Brasil e no exterior, dentre as quais: MIS - Museu da Imagem e do Som, em São Paulo; Festival of the World 2012 no Southbank Centre em Londres; Sarajevo Winter Festival (Bosnia); Sala São Paulo e Fundação Brasilea em Basel, na Suíça, entre outros. O projeto Cinemúsica teve mais de 60 apresentações nacionais e internacionais e recebeu o prêmio The Art of Touch no Sarajevo Winter Festival em 2013.
Em 2016, Mariannita Luzzati foi indicada ao Premio Pipa.
Em 2021, o Instituto Figueiredo Ferraz (Ribeirão Preto, Brasil), celebrando os seus 10 anos de atividades, realizou uma grande exposição retrospectiva sobre a obra de Mariannita Luzzati, intitulada “Paisagens Possíveis".

## Prêmios
- 1990 - Prêmio Aquisição XI Mostra de Gravura da Cidade de Curitiba
- 1991 - Primeiro Prêmio Salão de Arte de Ribeirão Preto[4]
- 1991 - Primeiro Prêmio - Prêmio Brasília de Artes Plásticas - XII Salão Nacional de Artes Plásticas[1]
- 1993 - Prêmio Aquisição. Mostra de Gravura - Machida City Museum of Graphic Arts, Tóquio, Japão[2]
- 2007 - Bolsa Iberê Camargo - Ateliê de Gravura
- 2015 - Sarajevo Winter Festival - Art of Touch Award (Cinemusica)[10]